# San Antonio Abad (métro de Mexico)
San Antonio Abad est une station de la Ligne 2 du métro de Mexico, située au centre de Mexico, dans la délégation Cuauhtémoc.

## La station
La station ouverte en 1970, tire son nom de l'avenue San Antonio Abad où elle se trouve. Son icône représente le moine Antoine le Grand, né près de Memphis en Égypte, vers l'an 251 : un monastère lui fut dédié en ces lieux après la conquête espagnole.